# Nepela Memorial
Il Nepela Memorial, precedentemente conosciuto con i nomi Ondrej Nepela Trophy e Ondrej Nepela Memorial, è una competizione di livello senior nel pattinaggio di figura che si svolge regolarmente dal 1993 e nell'ambito dell'ISU Challenger Series di pattinaggio di figura dalla stagione 2014-2015. Ha luogo generalmente a Bratislava, in Slovacchia ma si è tenuta a Piešťany nel 2009. Le medaglie vengono assegnate in quattro discipline: singolo maschile, singolo femminile, coppie e danza su ghiaccio.
L'evento prende il nome da Ondrej Nepela, medaglia d'oro alle Olimpiadi invernali del 1972.

## Albo d'oro
CS: ISU Challenger Series

### Singolo maschile
| Anno    | Oro                            | Argento                        | Bronzo                         |
| 1993    | Michael Shmerkin               | Zsolt Kerekes                  |                                |
| 1994    | Zsolt Kerekes                  |                                |                                |
| 1995    | Stanick Jeannette              |                                |                                |
| 1996    | Roman Serov                    | Anthony Liu                    | Matthew Kessinger              |
| 1997    | Anthony Liu                    | Aleksei Kozlov                 | Patrick Schmit                 |
| 1998    | Laurent Tobel                  | Jayson Dénommée                | Jevhen Pljuta                  |
| 1999    | Thierry Cerez                  | Stanick Jeannette              | Frédéric Dambier               |
| 2000    | Vincent Restencourt            | Dmytro Dmytrenko               | Silvio Smalun                  |
| 2001    | Stanislav Timčenko             | Róbert Kažimír                 | Vitalij Danyl'čenko            |
| 2002    | Stéphane Lambiel               | Stefan Lindemann               | Gregor Urbas                   |
| 2003    | Najden Boričev                 | Stefan Lindemann               | Karel Zelenka                  |
| 2004    | Stefan Lindemann               | Kevin van der Perren           | Tristan Cousins                |
| 2005    | Scott Smith                    | Kevin van der Perren           | Tomáš Verner                   |
| 2006    | Gregor Urbas                   | Jordan Miller                  | Igor Macypura                  |
| 2007    | Kevin van der Perren           | Nicholas LaRoche               | Gregor Urbas                   |
| 2008    | Kensuke Nakaniwa               | Paolo Bacchini                 | Jamal Othman                   |
| 2009    | Kensuke Nakaniwa               | Viktor Pfeifer                 | Jamal Othman                   |
| 2010    | Akio Sasaki                    | Kim Lucine                     | Anton Kovalevs'kyj             |
| 2011    | Daisuke Murakami               | Kevin van der Perren           | Samuel Contesti                |
| 2012    | Tatsuki Machida                | Daisuke Murakami               | Tomáš Verner                   |
| 2013    | Tomáš Verner                   | Takahito Mura                  | Peter Liebers                  |
| 2014 CS | Stephen Carriere               | Kim Jin-seo                    | Gordej Gorškov                 |
| 2015 CS | Jason Brown                    | Michail Koljada                | Gordej Gorškov                 |
| 2016 CS | Sergej Voronov                 | Kevin Reynolds                 | Roman Savosin                  |
| 2017 CS | Michail Koljada                | Sergej Voronov                 | Brendan Kerry                  |
| 2018 CS | Michail Koljada                | Sergej Voronov                 | Keiji Tanaka                   |
| 2019 CS | Dmitrij Aliev                  | Matteo Rizzo                   | Deniss Vasiljevs               |
| 2020 CS | Annullato a causa del COVID-19 | Annullato a causa del COVID-19 | Annullato a causa del COVID-19 |
| 2021 CS | Annullato a causa del COVID-19 | Annullato a causa del COVID-19 | Annullato a causa del COVID-19 |
| 2022 CS | Gabriele Frangipani            | Cha Jun-hwan                   | Deniss Vasiljevs               |
| 2023 CS | Gabriele Frangipani            | Nika Egadze                    | Mark Gorodnitsky               |
| 2024 CS | Daniel Grassl                  | Nikolaj Memola                 | Corey Circelli                 |

### Singolo femminile
| Anno    | Oro                            | Argento                        | Bronzo                         |
| 1993    | Mojca Kopač                    |                                |                                |
| 1994    | Irena Zemanová                 |                                |                                |
| 1995    | Krisztina Czakó                | Vanessa Gusmeroli              | Julia Lautowa                  |
| 1996    | Svetlana Bukareva              | Cvetelina Abraševa             | Angela Nikodinov               |
| 1997    | Sabina Wojtala                 | Mojca Kopač                    | Tat'jana Pljuševa              |
| 1998    | Zuzana Paurová                 | Mojca Kopač                    | Christina Reidel               |
| 1999    | Zuzana Paurová                 | Sabina Wojtala                 | Nina Sackerer                  |
| 2000    | Halina Manjačenko              | Amber Corwin                   | Sabina Wojtala                 |
| 2001    | Júlia Sebestyén                | Julia Lautowa                  | Mojca Kopač                    |
| 2002    | Carolina Kostner               | Sarah Meier                    | Júlia Sebestyén                |
| 2003    | Halina Manjačenko              | Júlia Sebestyén                | Julia Lautowa                  |
| 2004    | Viktória Pavuk                 | Jenna McCorkell                | Zuzana Babiaková               |
| 2005    | Júlia Sebestyén                | Alissa Czisny                  | Amber Corwin                   |
| 2006    | Megan Williams-Stewart         | Júlia Sebestyén                | Ivana Reitmayerová             |
| 2007    | Júlia Sebestyén                | Michelle Boulos                | Jenna McCorkell                |
| 2008    | Ivana Reitmayerová             | Tuğba Karademir                | Sarah Hecken                   |
| 2009    | Mutsumi Takayama               | Kerstin Frank                  | Isabelle Pieman                |
| 2010    | Haruka Imai                    | Valentina Marchei              | Patricia Glescic               |
| 2011    | Maé Bérénice Méité             | Shoko Ishikawa                 | Léna Marrocco                  |
| 2012    | Jenna McCorkell                | Monika Simančíková             | Eliška Březinová               |
| 2013    | Haruka Imai                    | Nikol' Gosvijani               | Christina Gao                  |
| 2014 CS | Roberta Rodeghiero             | Joshi Helgesson                | Ashley Cain                    |
| 2015 CS | Evgenija Medvedeva             | Anna Pogorilaja                | Marija Artem'eva               |
| 2016 CS | Marija Sotskova                | Julija Lipnickaja              | Mariah Bell                    |
| 2017 CS | Evgenija Medvedeva             | Rika Hongō                     | Elena Radionova                |
| 2018 CS | Rika Kihira                    | Elizabet Tursynbaeva           | Stanislava Kostantinova        |
| 2019 CS | Aleksandra Trusova             | Kaori Sakamoto                 | Kim Ha-nul                     |
| 2020 CS | Annullato a causa del COVID-19 | Annullato a causa del COVID-19 | Annullato a causa del COVID-19 |
| 2021 CS | Annullato a causa del COVID-19 | Annullato a causa del COVID-19 | Annullato a causa del COVID-19 |
| 2022 CS | Isabeau Levito                 | Lara Naki Gutmann              | Lee Hae-in                     |
| 2023 CS | Kim Chae-yeon                  | Lee Hae-in                     | Madeline Schizas               |
| 2024 CS | Yun Ah-sunl                    | Mariia Seniuk                  | Lara Naki Gutmann              |

### Coppie
| Anno    | Oro                                          | Argento                                      | Bronzo                                       |
| 1996    | Viktorija Maksjuta / Vladislav Žovnirskij    | Naomi Grabow / Benjamin Oberman              | Veronika Joukalová / Otto Dlabola            |
| 1997    | Dorota Zagórska / Mariusz Siudek             | Kateřina Beránková / Otto Dlabola            | Marija Krasil'ceva / Aleksandr Čestnich      |
| 1998    | Kateřina Beránková / Otto Dlabola            | Oľga Beständigová / Jozef Beständig          | Katsjarina Danko / Henadzi Yemelyanenko      |
| 1999    | Viktorija Maksjuta / Vitalij Dubin           | Oľga Beständigová / Jozef Beständig          |                                              |
| 2000    | Dorota Zagórska / Mariusz Siudek             | Diana Rišková / Vladimir Futáš               | Jessica Miller / Jeffrey Weiss               |
| 2001    | Oľga Beständigová / Jozef Beständig          | Michela Cobisi / Ruben De Pra                | Michaela Krutská / Marek Sedlmajer           |
| 2002    | Marija Gerasimenko / Vladimir Futáš          | Andrea Vargová / Marek Sedlmajer             |                                              |
| 2004    | Aliona Savchenko / Robin Szolkowy            | Meliza Brozovich / Vladimir Futáš            |                                              |
| 2007    | Mylène Brodeur / John Mattatall              | Becky Cosford / Brian Shales                 |                                              |
| 2009    | Maylin Hausch / Daniel Wende                 | Ekaterina Šeremet'eva / Egor Čudin           | Jessica Crenshaw / Chad Tsagris              |
| 2011    | Tat'jana Volosožar / Maksim Tran'kov         | Stefania Berton / Ondřej Hotárek             | Ljubov' Iljušečkina / Nodari Maisuradze      |
| 2012    | Anastasija Martjuševa / Aleksej Rogonov      | Stefania Berton / Ondřej Hotárek             | Nicole Della Monica / Matteo Guarise         |
| 2013    | Gretchen Donlan / Andrew Speroff             | Anastasija Martjuševa / Aleksej Rogonov      | Alexa Scimeca / Chris Knierim                |
| 2014    | La competizione delle coppie non si è svolta | La competizione delle coppie non si è svolta | La competizione delle coppie non si è svolta |
| 2015 CS | Ksenija Stolbova / Fëdor Klimov              | Kristina Astachova / Aleksej Rogonov         | Evgenija Tarasova / Vladimir Morozov         |
| 2016 CS | Evgenija Tarasova / Vladimir Morozov         | Juko Kavaguti / Aleksandr Smirnov            | Natal'ja Zabijako / Aleksandr Ėnbert         |
| 2017 CS | Natal'ja Zabijako / Aleksandr Ėnbert         | Kristina Astachova / Aleksej Rogonov         | Alisa Efimova / Aleksandr Korovin            |
| 2018 CS | Ashley Cain / Timothy Leduc                  | Deanna Stellato-Dudek / Nathan Bartholomay   | Lina Kudrjavceva / Il'ja Spiridonov          |
| 2019 CS | La competizione delle coppie non si è svolta | La competizione delle coppie non si è svolta | La competizione delle coppie non si è svolta |
| 2020 CS | Annullato a causa del COVID-19               | Annullato a causa del COVID-19               | Annullato a causa del COVID-19               |
| 2021 CS | Annullato a causa del COVID-19               | Annullato a causa del COVID-19               | Annullato a causa del COVID-19               |
| 2022 CS | La competizione delle coppie non si è svolta | La competizione delle coppie non si è svolta | La competizione delle coppie non si è svolta |

### Danza su ghiaccio
| Anno    | Oro                                     | Argento                                | Bronzo                                 |
| 1993    | Marina Anisina / Gwendal Peizerat       |                                        |                                        |
| 1994    | Lynn Burton / Duncan Lenard             |                                        |                                        |
| 1995    | Marianne Haguenauer / Romain Haguenauer | Elena Sterzanova / Rinat Farchutdinov  | Anne Chaigneau / Olivier Chapuis       |
| 1996    | Kornelia Barany / Andras Rozsnik        |                                        |                                        |
| 1997    | Agata Błażowska / Marcin Kozubek        | Zuzana Merzová / Tomáš Morbacher       | Angelika Führing / Bruno Ellinger      |
| 1998    | Zuzana Merzová / Tomáš Morbacher        | Zuzana Ďurkovská / Marián Mesároš      |                                        |
| 1999    | Agata Błażowska / Marcin Kozubek        | Kateřina Kovalová / David Szurman      | Nadine Lesaout / Emmanuel Huet         |
| 2000    | Véronique Delobel / Olivier Chapuis     | Pamela O'Connor / Jonathon O'Dougherty | Marta Paoletti / Alessandro Italiano   |
| 2001    | Julija Holovina / Oleh Vojko            | Veronika Morávková / Jiří Procházka    | Caroline Truong / Sylvain Longchambon  |
| 2002    | Julija Holovina / Oleh Vojko            | Veronika Morávková / Jiří Procházka    | Pamela O'Connor / Jonathon O'Dougherty |
| 2004    | Anna Zadorožnjuk / Serhij Verbillo      | Phillipa Towler-Green / Phillip Poole  | Ivana Dlhopolčeková / Hynek Bílek      |
| 2005    | Alla Beknazarova / Volodymyr Zujev      | Olga Akimova / Oleksandr Šakalov       | Kamila Hájková / David Vincour         |
| 2007    | Isabelle Delobel / Olivier Schoenfelder | Barbora Silná / Dmitri Matsjuk         | Anastasija Grebënkina / Vazgen Azroyan |
| 2008    | Nelli Zhiganshina / Alexander Gazsi     | Carolina Hermann / Daniel Hermann      | Natal'ja Michajlova / Arkadij Sergeev  |
| 2009    | Nóra Hoffmann / Maxim Zavozin           | Christina Beier / William Beier        | Kamila Hájková / David Vincour         |
| 2010    | Nóra Hoffmann / Maxim Zavozin           | Lucie Myslivečková / Matěj Novák       | Nelli Zhiganshina / Alexander Gazsi    |
| 2011    | Nelli Zhiganshina / Alexander Gazsi     | Lorenza Alessandrini / Simone Vaturi   | Julija Zlobina / Aleksej Sitnikov      |
| 2012    | Kaitlyn Weaver / Andrew Poje            | Lorenza Alessandrini / Simone Vaturi   | Charlotte Aiken / Josh Whidborne       |
| 2013    | Penny Coomes / Nicholas Buckland        | Charlène Guignard / Marco Fabbri       | Tanja Kolbe / Stefano Caruso           |
| 2014 CS | Maia Shibutani / Alex Shibutani         | Charlène Guignard / Marco Fabbri       | Federica Testa / Lukáš Csölley         |
| 2015 CS | Piper Gilles / Paul Poirier             | Penny Coomes / Nicholas Buckland       | Maia Shibutani / Alex Shibutani        |
| 2016 CS | Ekaterina Bobrova / Dmitrij Solov'ëv    | Madison Chock / Evan Bates             | Tiffany Zahorski / Jonathan Guerreiro  |
| 2017 CS | Ekaterina Bobrova / Dmitrij Solov'ëv    | Rachel Parsons / Michael Parsons       | Betina Popova / Sergej Mozgov          |
| 2018 CS | Viktorija Sinicina / Nikita Kacalapov   | Lorraine McNamara / Quinn Carpenter    | Betina Popova / Sergej Mozgov          |
| 2019 CS | Viktorija Sinicina / Nikita Kacalapov   | Sara Hurtado / Kirill Khaliavin        | Lorraine McNamara / Quinn Carpenter    |
| 2020 CS | Annullato a causa del COVID-19          | Annullato a causa del COVID-19         | Annullato a causa del COVID-19         |
| 2021 CS | Annullato a causa del COVID-19          | Annullato a causa del COVID-19         | Annullato a causa del COVID-19         |
| 2022 CS | Marjorie Lajoie / Zachary Lagha         | Eva Pate / Logan Bye                   | Marie Dupayge / Thomas Nabais          |
| 2023 CS | Lilah Fear / Lewis Gibson               | Diana Davis / Gleb Smolkin             | Natalie Taschlerova / Filip Taschler   |
| 2024 CS | Lilah Fear / Lewis Gibson               | Diana Devis / Gleb Smolkin             | Olivia Smart / Tim Dieck               |